# Eueller Eduardo Silva Couto
Eueller Eduardo Silva Couto (sinh ngày 25 tháng 7 năm 1994 ở Brasil) là một cầu thủ bóng đá người Brasil.

## W Connection
Anh đá chính trong trận đấu tien của Connection tại trận đấu ở vòng 32 đội Cúp bóng đá Trinidad và Tobago trước Bethel United, Euller có một màn trình diễn tuyệt vời, khi có 2 pha kiến tạo và Savonetta Boys thắng 3-0.